# Raschowa
Raschowa (polnisch Raszowa [raˈʃɔva], 1934–1945 Mittenbrück) ist ein Ort in der zweisprachigen Gemeinde Leschnitz (Leśnica) im Powiat Strzelecki der Woiwodschaft Opole in Polen.

## Geographie
Das Straßendorf Raschowa liegt vier Kilometer südlich von Leschnitz, 18 Kilometer südwestlich von Strzelce Opolskie (Groß Strehlitz) und 35 Kilometer südöstlich von Opole in der Schlesischen Tiefebene an der Bahnstrecke Kędzierzyn-Koźle–Opole. Im Osten liegen die Schienen der stillgelegten Bahnstrecke Kędzierzyn-Koźle–Kluczbork. Dorf ist umgeben von zahlreichen Teichen und Waldgebieten.
Der nördliche Teil des Ortes mit der Kirche ist das vormalige Dorf Rokitsch, das in Raschowa aufgegangen ist.
Nachbarorte von Raschowa sind im Norden  Leschnitz (Leśnica), im Osten Lenkau (Łąki Kozielskie) und im Westen Krassowa (Krasowa). 

## Geschichte

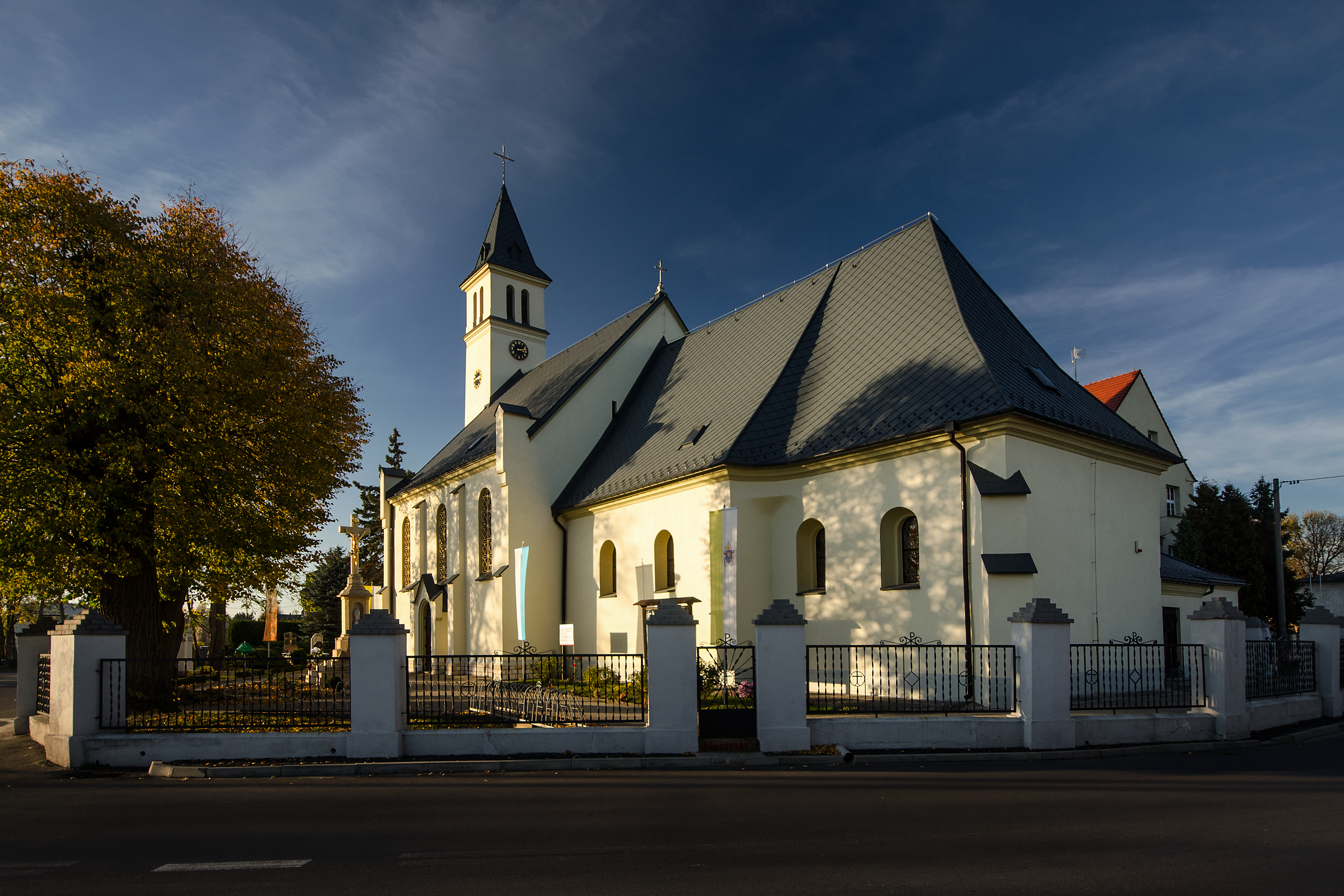
Allerheiligenkirche

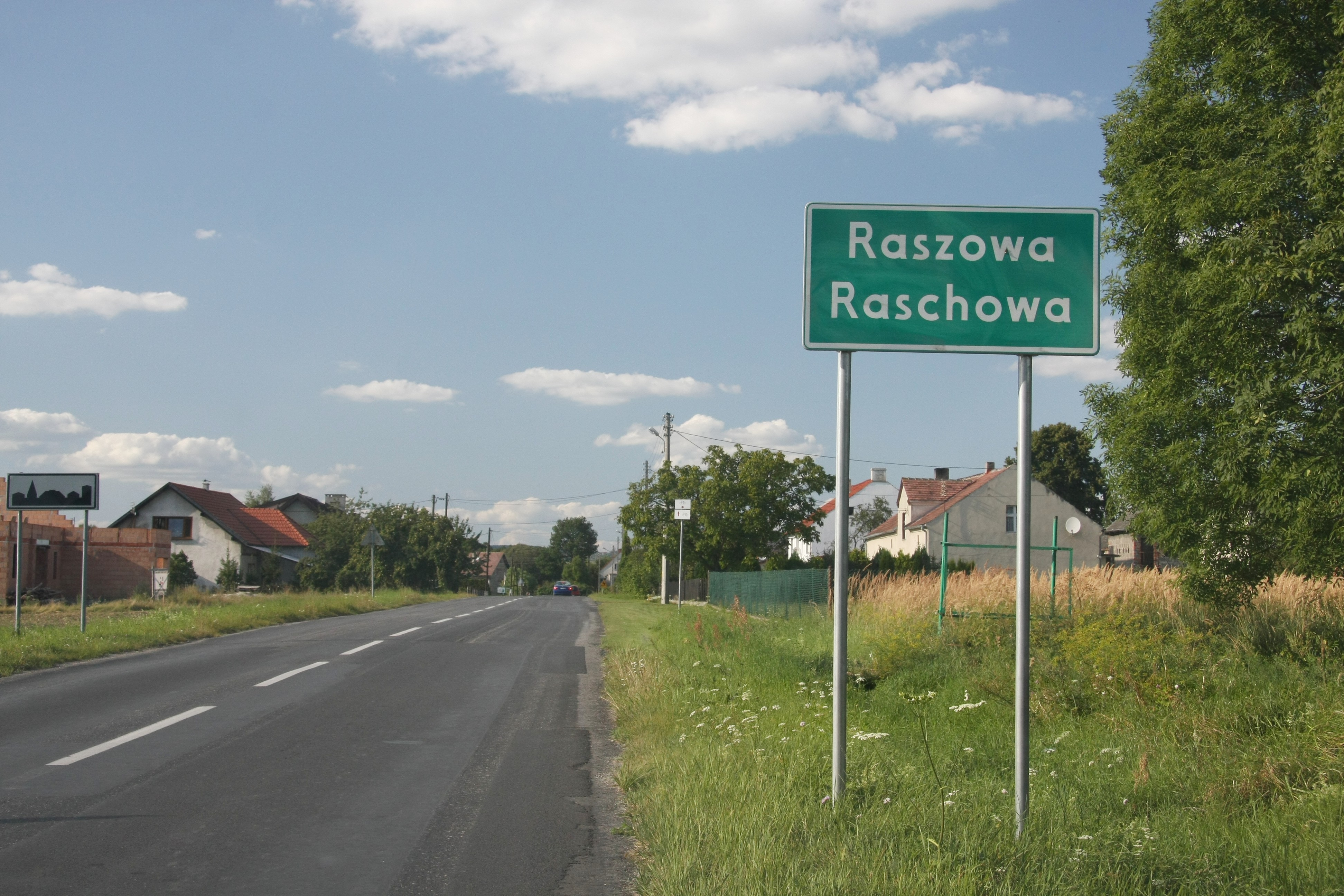
Ortseinfahrt mit zweisprachigem Ortsschild

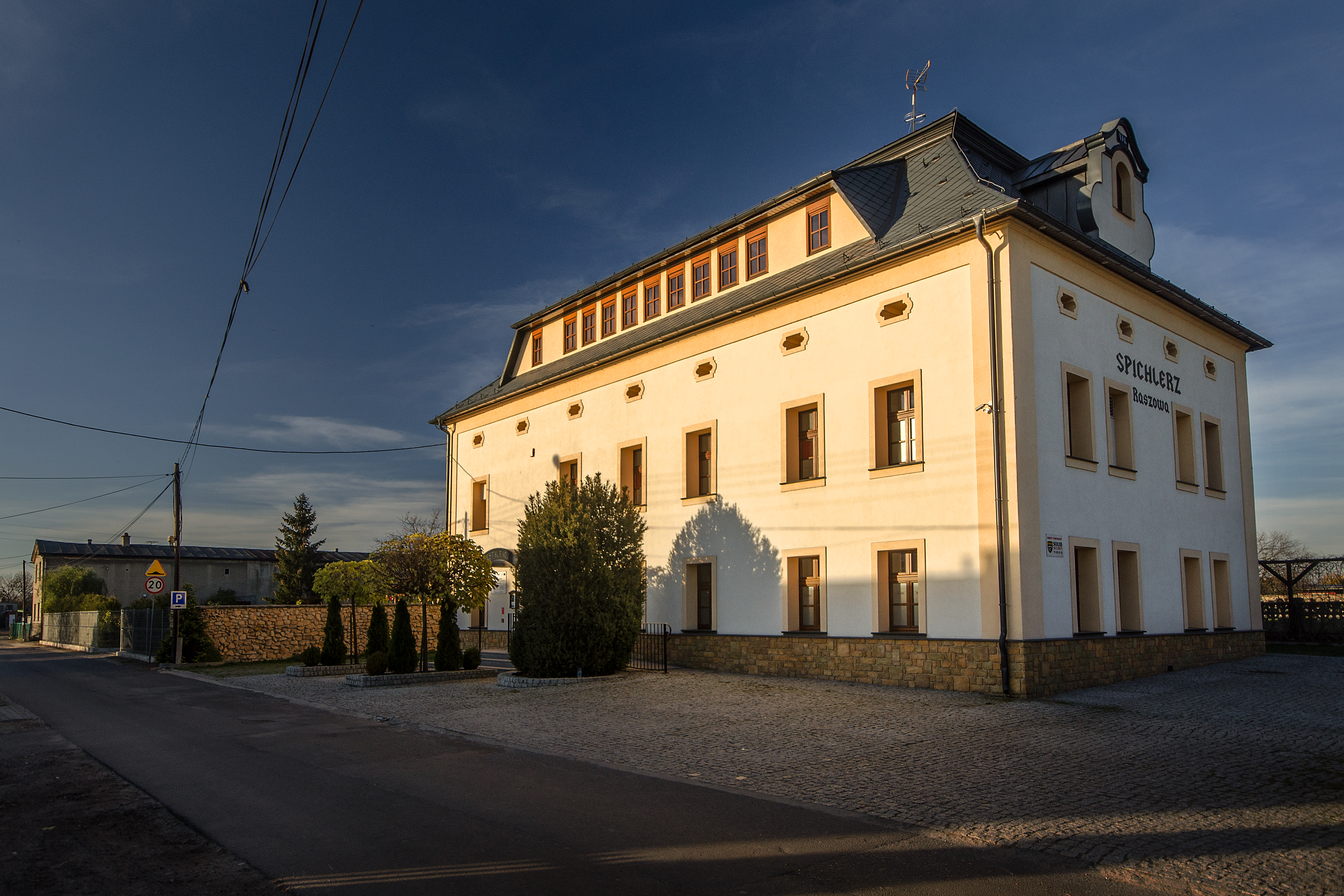
Speicher

Erstmals wurde die Ortschaft im Jahre 1353 erwähnt, als sie von Rudolf Grzimicz verkauft wurde. In dieser Zeit erscheint der Name Rassowa. Im Register der fürstlichen Dörfer aus 1532 wurde Raschowa als Russowa erwähnt. In den Visitationsprotokollen der Kirchenbehörden 1679 und 1688 wurde die Ortschaft Raszowa und Rassowa genannt. Später setzte sich der Amtsname Raschowa durch.
Nach dem Ersten Schlesischen Krieg fiel Raschowa 1742 mit dem größten Teil Schlesiens an Preußen. 1783 bestand in Raschowa ein Vorwerk.
Bis zur Säkularisation 1810 gehörte Raschowa zum Besitz des Klosterstifts Himmelwitz. Bis 1818 gehörten die Dörfer Raschowa und Rokitsch zum Landkreis Groß Strehlitz. Nach der Neuorganisation der Provinz Schlesien gehörte die Landgemeinde Raschowa ab 1818 zum Landkreis Cosel im Regierungsbezirk Oppeln. 1830 hatte Raschowa 259 Einwohner, die in 35 Häusern wohnten. 1845 bestanden in Ort eine Wassermühle und 45 Häuser. Im gleichen Jahr zählte Raschowa 386 Einwohner, davon sechs evangelisch. 1865 hatte der Ort 4 Bauern-, 16  Gärtner- und 26 Häuslerstellen. Eingepfarrt waren die Bewohner nach Rokitsch. 1874 wurde der Amtsbezirk Raschowa gegründet, welcher die Landgemeinden Januschkowitz, Lenkau, Raschowa, Rokitsch und Wielmierzowitz und die Gutsbezirke Januschkowitz, Lenkau, Raschowa, Rokitsch und Wielmierzowitz umfasste.
Bei der Volksabstimmung in Oberschlesien am 20. März 1921, die in der Gegend von bürgerkriegsähnlichen Zuständen begleitet wurde, stimmten in Raschowa 343 Personen für einen Verbleib bei Deutschland und 138 für Polen – In Rokitsch war umgekehrt eine Mehrheit von 254 Stimmen für Polen und 153 für Deutschland. Raschowa und Rokitsch verblieben wie der gesamte Stimmkreis Cosel beim Deutschen Reich. 1928 wurde Raschowa dem Dorf Rokitsch angeschlossen. 1930 wurde die Gemeinde in Raschowa-Rokitsch umbenannt. Ab 1933 führten die neuen nationalsozialistischen Machthabern groß angelegte Umbenennungen von Ortsnamen slawischen Ursprungs durch. 1934 wurde der Ortsname Raschowa-Rokitsch in Mittenbrück geändert.
1945 kam der bisher deutsche Ort unter polnische Verwaltung und wurde in Raszowa umbenannt und der Woiwodschaft Schlesien angeschlossen. 1950 kam der Ort zur Woiwodschaft Oppeln und 1999 zum Powiat Krapkowicki. 2006 führte die Gmina Leśnica, der Raschowa angehört, Deutsch als Hilfssprache und im Jahr 2008 zweisprachige Ortsbezeichnungen ein.

### Geschichte Rokitsch
Die älteste Erwähnung der Siedlung Rokitsch stammt aus dem Dokument des Fürsten Wladislaus von Beuthen-Cosel aus dem Jahr 1321, in dem Piotr Strola de Rokycz erwähnt wird. Im Zehntregister von Nuntius Galhard von 1335 wurde die Kirche als „ecclesia de Rokycz“ erwähnt. Die heutige barocke Allerheiligen-Pfarrkirche stammt aus dem 15./16. Jahrhundert, nach dem Ausbau 1882 wurde sie erneut geweiht. Spätere Dokumente aus den Jahren 1445, 1455 und 1469 führen den Namen Rokycz und Rokycze. Dagegen ist in den kirchlichen Berichten vom Ausgang des 17. Jahrhunderts die Rede von „villa Rokicze“ und „pago Rikitz“. 1830 zählte das Dorf 40 Häuser. Schon damals gab es eine katholische Schule. Zu dieser Zeit arbeiteten drei Wassermühlen.

### Einwohnerentwicklung
Die Einwohnerzahlen von Raschowa:
| Jahr | Einwohner |
| ---- | --------- |
| 1783 | 117       |
| 1830 | 259       |
| 1844 | 386       |
| 1855 | 479       |
| 1861 | 475       |

| Jahr | Einwohner |
| ---- | --------- |
| 1910 | 756       |
| 1933 | 1.520     |
| 1939 | 1.760     |
| 1996 | 1.102     |

## Sehenswürdigkeiten
- Die römisch-katholische Allerheiligenkirche (poln. Kościół Wszystkich Świętych) wurde 1791 im Ortsteil Rokitsch errichtet.
- Denkmal für die Gefallenen beider Weltkriege
- Historischer Speicher
- Empfangsgebäude Bahnhof Raschowa
- Steinerne Wegekapellen

## Vereine
- Deutscher Freundschaftskreis
- Fußballverein LZS Raszowa
- Freiwillige Feuerwehr OSP Raszowa

## Söhne und Töchter des Ortes
- Gerhard Erren (1901–1984), deutscher Nationalsozialist